# 杜羅斯托魯姆灣
杜羅斯托魯姆灣（英語：Durostorum Bay）是南極洲的海灣，位於葛拉漢地，寬6.7公里，處於拉多韋內角以南和卡利納角以北，以保加利亞的東北部城鎮杜罗斯托鲁姆命名。

## 外部連結

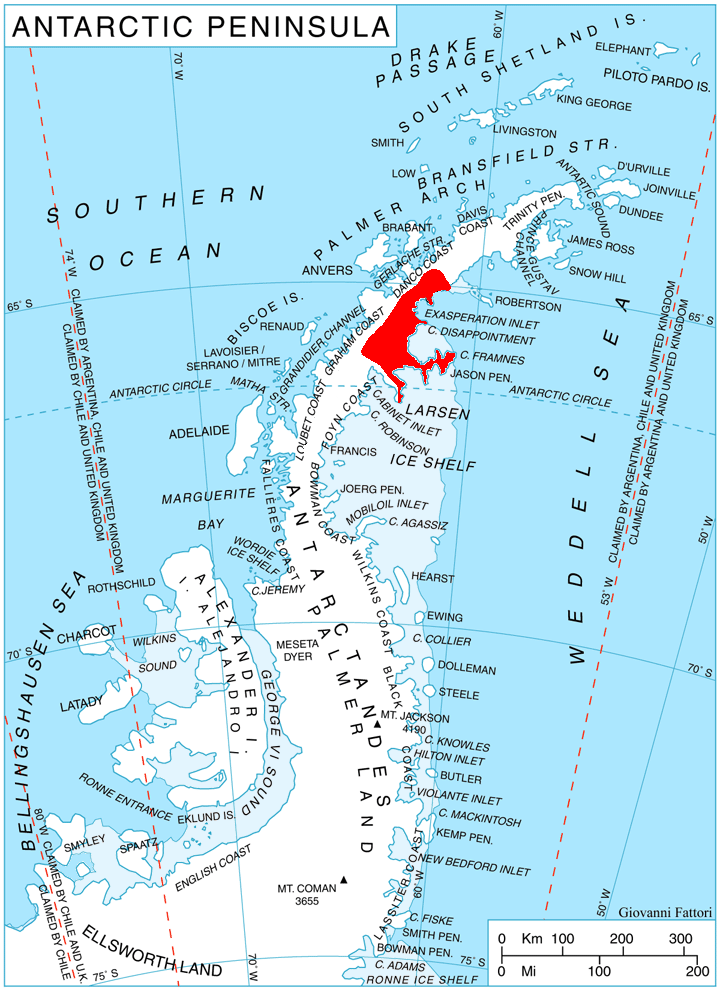

- Durostorum Bay. （页面存档备份，存于） SCAR Composite Antarctic Gazetteer.

65°31′40″S 61°53′50″W / 65.52778°S 61.89722°W